# 昌斗駅
昌斗駅（チャンドゥえき、朝鮮語: 창두역）は、朝鮮民主主義人民共和国咸鏡北道会寧市豊山里にある、朝鮮民主主義人民共和国鉄道省咸北線の鉄道駅である。近隣には採石場が存在する。